# Ladby kirkeruin
Ladby kirkeruin er ruinen af en middelalderlig kirke i Ladby godt 5 km nordvest for Næstved. Den blev opført i 1100- eller 1200-tallet som en romansk kirke, og blev moderniseret i 1300-tallet i gotisk stil. Kirken blev taget ud af brug i 1560, da Herlufsholm Kirke og Herlufsholm Sogn blev oprettet. Dele af interiøret blev her flyttet til Herlufsholm af Herluf Trolle men intet er i dag bevaret. Siden forfaldt den, og byggematerialerne blev brugt bl.a. til at reparere kirken på Herlufsholm. Kirkegården blev fortsat brugt frem til midten af 1800-tallet.
I 1921 blev ruinen fredet, og den er siden blevet restaureret i større eller mindre grad. Seneste er det sket i 2005-2006. Der vokser flere lægeurter på området.

## Historie
Ladby Kirke blev formentligt bygget i 1100- eller 1200-tallet i Ladby. Den blev opført i kampesten på en lille bakketop med udsigt over Susådalen. Den blev bygget i romansk stil, der var karakteristisk for perioden. Den var den ene af fire ødekirker i Næstved Kommune, hvoraf de andre ligger i Vridsløse, Arløse og Bøgesø. Kirken var en del af det gods, som Peder Bodilsen i 1135 skænkede til Skovklosteret, da det blev oprettet, men det tidligste skriftlige vidnesbyrd om kirkens eksistens stammer fra 1292, hvor den nævnes i et testamente.
I 1300-tallet blev kirken moderniseret i gotisk stil. Den blev dog hverken forlænget eller fik et klokketårn, og tilsyneladende heller ikke et våbenhus. i Roskildebispens Jordebog fra omkring 1370 står kirken optegnet i Flakkebjerg Herred.
Kirken blev nedlagt i 1560 på kongeligt brev fra den 8. juli. Dette skete i forbindelse med, at Herluf Trolle flyttede fra sin gård i Nordsjælland til Skovklostret ved Næstved, som han herefter omdøbte til Herlufsholm. Her blev oprettet et nyt sogn, kaldet Herlufsholm Sogn, hvorfor kirken blev overflødiggjort. Trolle flyttede interiøret og kirkeklokken til sit nye hjem, og benyttede det der. Kirken blev herefter brugt som kapel, og kirkegården blev ligeledes anvendt. Landsbyens beboere kunne blive begravet gratis her, hvorimod det kostede penge at blive begravet på kirkegården ved Herlufsholm.
I 1700-tallet rev man en af murene i kirken ned, for at bruge byggematerialerne til at reparere kirken på Herlufsholm, hvilket fremgår af regnskabsbøgerne fra Herlufsholm Gods. I 1701 rev man flere af murene delvist ned, for at bruge stenene til et nyt kapel på stedet. Her har man tilsyneladende anvendt nye tegl. Allerede i midten af 1700-tallet blev dette kapel også opgivet. Fra 1738 er der skriftligt vidnesbyrd om, at kirken skulle være nedbrudt.
Helt op 1861 brugte man kirkegården, der forsat var omgivet af et stendige, og i 1905 begravede man den sidste person her, efter dispensation til at bruge kirkegården. I 1857 skrev historikeren Franziska Carlsen, at der omkring 1800 stadig stod mure af brændte sten på fundamentet, samt at hvælvingen i kirken ligeledes var bevaret. Hun beskrev ligeledes at der lå glaserede gulvfliser med forskellige farver med blomster indridsede. De var antageligvis fremstillet i Næstved omkring 1575.
I 1916 blev kirkeruinen opmålt af arkitekten K.V. Barfoed, og året efter af Christian Axel Jensen, der var historiker og museuminspektør på Nationalmuseet. Ruinen blev fredet i 1921, hvor den var meget medtaget. Ruinen er blevet restaureret flere gange siden.
I 2003 udført Næstved Museum en mindre arkæologisk udgravning på stedet. Her blev der fundet gulvfliser i tegl fra 1300-tallet, og rester af et vindue fra middelalderen. Der blev også fundet mørtel, en enkelt knogle samt en mønt fra omkring 1800.
I 2005-06 blev der foretaget en restuarering af Nationalmuseet for at bevare det tilbageværende fundament. Her blev bl.a. fjernet nogle store træer som groede på ruinen, og stenen i fundamentet blev muret fast igen.
Nogle gange hver sommer bliver der afholdt gudstjenester i kirkeruinen.

## Beskrivelse
Kirken bestod af et skib og et kor. Den var omkring 19 meter lang, og mellem 8,5 og 9 meter bred. Koret var 7 meter langt.
Den var bygget i romansk stil, og var opført i kvadersten og kampesten. Arkæologer har også fundet tegn på, at der er brugt frådsten til visse detaljer. Fund på området viser både kridt- og teglsten, så disse har antageligvis også været brugt i bygningen.
Selv efter en modernisering i 1300-tallet blev den ikke udbygget, hvad er ellers var almindeligt.
Der har været en indgang både mod nord og mod syd, og begge er bevaret. Det tilbageværende fundement er omkring 1,25 meter bredt, og har kvadersten i 3-4 skifters højde. Ingen genstande fra kirken er bevaret, selvom en fonkumme i Herlufsholm Kirke efter sigende skulle komme herfra.
Der vokser flere lægeplanter som svaleurt, tvebo galdebær, almindelig hjertespand, martsviol, matrem, tandbæger.